# Lauwersoog

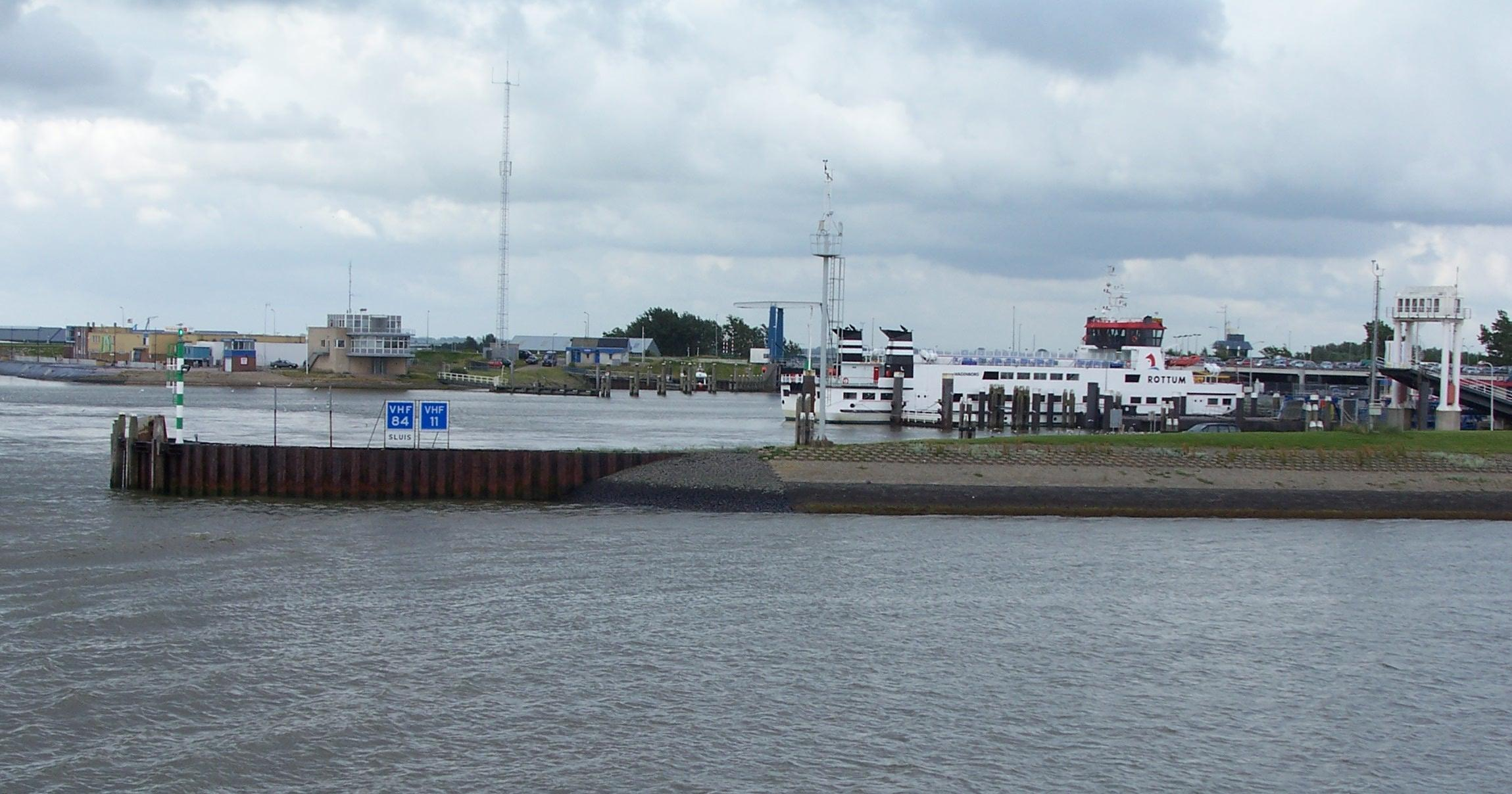
Blick auf den Hafen von Lauwersoog, von dem die Fähren nach Schiermonnikoog fahren.

Lauwersoog ist ein Dorf in der Gemeinde Het Hogeland in der niederländischen Provinz Groningen. Es ist nach der Eindeichung der Lauwerszee 1969 entstanden.
Im Westen des Dorfes befindet sich die Grenze zwischen den Provinzen Friesland und Groningen. 
Lauwersoog ist vor allem wegen seiner Fährverbindung nach Schiermonnikoog bekannt. 
Außerdem ist Lauwersoog ein bedeutender Hafen (Vissershaven) und für einen Teil der Fischereiflotte von Urk ist es der Heimathafen. Auch viele dänische Fischer legen regelmäßig im Hafen von Lauwersoog an. 
Durch eine Schleuse (Robbengatsluis) in Lauwersoog gelangt man vom Lauwersmeer in das Wattenmeer.
Die Ortschaft gehörte bis zur Auflösung der Gemeinde De Marne zum 1. Januar 2019 dieser an.